# Weegermühle
Weegermühle war eine Wassermühle und ein Wohnplatz, der zur Stadt Lohmar im Rhein-Sieg-Kreis in Nordrhein-Westfalen gehörte.
Der Standort der ehemaligen Wassermühle befindet sich im Naafbachtal, etwa zwei Kilometer südlich des Ortes Weeg und sieben Kilometer (Luftlinie) nordöstlich der Kernstadt Lohmar. Die Mühle stand am Wenigerbach, einem linken Nebenfluss des Naafbachs, kaum 100 m von dessen Mündung entfernt. Mit diesem Standort wurden vermutlich die Beschränkungen der Wassernutzungsrechte am Naafbach umgangen, denn schon zwei Kilometer flussauf lag die Naafmühle.
Die Weegermühle war eine Getreidemühle. Sie hieß früher auch Groniger oder Gromicher Mühle. Eine erste Nennung der Mühle findet sich im Rent- und Lagerbuch des Amtes Blankenberg von 1644.
Eine Kette führte von der Mühle zur Backstube und trieb dort das Knetwerk an. Die Mühle erzeugte auch Strom. Wenn der Wenigerbach wenig Wasser führte und bei Eis flackerte das Licht oder man saß gar im Dunkeln.
Eine amtliche Beschreibung aus dem Jahre 1888 meldet zum Ort Weegermühle sieben Einwohner, die in zwei Häusern lebten.
Bis 1969 gehörte Weegermühle zu der bis dahin eigenständigen Gemeinde Breidt. In den 1970er Jahren erfolgte der Abriss mit Verweis auf den geplanten Bau der „Naafbachtalsperre“.
Ein Video vom Abriss, gedreht vom letzten Eigentümer Herrn Klink, befindet sich im Archiv des Verkehrs- und Verschönerungsvereins Wahlscheid.